# Neusiß
Neusiß är en ortsteil i staden Plaue i Ilm-Kreis i förbundslandet Thüringen i Tyskland. Neusiß var en kommun fram till den 1 januari 2019 när den uppgick i Plaue. Neusiß hade 214 invånare 2018.